# NGC 772
NGC 772 is een spiraalvormig sterrenstelsel in het sterrenbeeld Ram. Het hemelobject werd op 29 november 1785 ontdekt door de Duits-Britse astronoom William Herschel. Het hemelobject ligt dicht bij NGC 770 en deze twee sterrenstelsels beïnvloeden elkaar. In de Atlas of Peculiar Galaxies delen deze twee sterrenstelsels de naam ARP 78. In 2003 waren er gelijktijdig twee supernovas te zien: SN 2003hl en SN 2003iq (beide type II). Omdat de vorm van dit sterrenstelsel doet denken aan de kop van een snaarinstrument (een viool), heeft het van amateur astronomen de naam Fiddlehead galaxy gekregen.

## Synoniemen
- PGC 7525
- UGC 1466
- MCG 3-6-11
- ZWG 461.18
- KARA 80
- Arp 78
- IRAS01565+1845